# Nino Oliviero
Nino Oliviero (Napoli, 13 febbraio 1918 – Roma, 29 febbraio 1980) è stato un compositore italiano.

## Biografia
Nato in una modesta famiglia di Posillipo, si diplomò a soli 16 anni con il massimo dei voti al Conservatorio di San Pietro a Majella di Napoli. Successivamente si iscrisse all'Università Orientale di Napoli e iniziò contemporaneamente a comporre le prime canzoni, vincendo con Primmavera il primo premio al Concorso di Piedigrotta. Il successo lo fece entrare nel novero dei giovani artisti di talento, il che gli permise di iniziare a frequentare i circoli culturali e musicali più importanti della città. Strinse amicizia con il poeta Libero Bovio.
Dopo aver partecipato alla seconda guerra mondiale come soldato, nel 1945, da poco sposato, decise di trasferirsi a Roma dove entrò a far parte delle edizioni Leonardi, che lanciò i suoi primi successi: 'Nu quarto 'e luna, Quanno staje cu mme, O ciucciariello (scritto con l'amico Roberto Murolo), Giuvanne cu 'a chitarra e La vita è un paradiso di bugie (classificatasi terza al Festival di Sanremo 1956). Conobbe il giornalista e regista Gualtiero Jacopetti ed iniziò a collaborare, come musicista, ai cinegiornali dell'epoca, come La Settimana Incom e Ieri, oggi, domani.
Nel 1962 fu incaricato di scrivere la colonna sonora del film Mondo cane: la canzone tratta dal film, infatti (“Ti guarderò nel cuore”, tradotta in americano “More”) ebbe un grandissimo successo negli Stati Uniti, tanto da essere candidata ai Premi Oscar del 1963. Vinse, primo musicista italiano ad ottenerlo, il Grammy Award e continuò a comporre colonne sonore di grande successo (Mondo cane 2, Una moglie americana, Una moglie giapponese?), fino ad essere prescelto dal regista Vincente Minnelli per musicare il suo ultimo film Nina. Nel 1965 scrisse la melodia per l'inno dell'Imperiale contrada della Giraffa di Siena con le parole di Bruno Tanganelli.  Si è spento a Roma all'età di 62 anni.

## Canzoni (parziali)
- 'Nu quarto 'e luna (versi di Tito Manlio)
- 'O ciucciariello (versi di Roberto Murolo)
- Giuvanne co' 'a chitarra (versi di Stefano Canzio)
- Quanno tu staje cu' mme (versi e musica dell'autore)
- Stella furastiera (versi di Giuseppe Marotta)
- Si tu me cercarraje (versi e musica dell'autore)
- Bell'e papà (versi e musica dell'autore)
- Suspirata (versi di Ferdinando Russo)
- Voglio sunnà Pusilleco (versi e musica dell'autore)
- Facimmo pace (versi e musica dell'autore)
- Serenatella 'e maggio (versi di Vincenzo De Crescenzo)
- La vita è un paradiso di bugie (versi di Diego Calcagno)
- Maestrale (versi e musica dell'autore)
- Napule sole mio (versi di Domenico Furnò)
- Un giorno a Brooklyn (concerto per pianoforte e orchestra)
- Ti guarderò nel cuore (dal film Mondo cane)
- Una donna nel mondo (versi di Nico Fidenco)
- Voglio bene al mondo (dal film Mondo cane 2)
- Nina (dal film omonimo)

## Discografia

### 33 giri
- 1977 - Nino Oliviero per orchestra (CAM, SAG 9066)

## Colonne sonore (parziali)
- Marechiaro, regia di Giorgio Ferroni - autore delle canzoni (1949)
- Domenica d'agosto, regia di Luciano Emmer (1950)
- Passione, regia di Max Calandri (1953)
- Uomini e nobiluomini, regia di Giorgio Bianchi (1959)
- Mondo cane, regia di Paolo Cavara, Franco Prosperi, Gualtiero Jacopetti (1962)
- La donna nel mondo, regia di Paolo Cavara, Gualtiero Jacopetti e Franco Prosperi (1963)
- Mondo cane 2, regia di Gualtiero Jacopetti (1963)
- La pupa, regia di Giuseppe Orlandini (1963)
- Il pelo nel mondo, regia di Antonio Margheriti e Marco Vicario (1964)
- Una moglie americana, regia di Gian Luigi Polidoro (1965)
- Una moglie giapponese?, regia di Gian Luigi Polidoro (1968)
- Ti darò un posto all'inferno, regia di Paolo Bianchini (1974)
- Nina, regia di Vincente Minnelli (1976)